# Richard DeVos
Richard Marvin "Rich" DeVos, Sr., född 4 mars 1926 i Grand Rapids, Michigan, död 6 september 2018 i Ana Township, var en amerikansk företagsledare som var medgrundare för direkthandelsföretaget Amway och holdingbolaget Alticor. Han var också president för Amway mellan 1959 och 1993. DeVos ägde också sportlagen Orlando Magic (NBA), Orlando Miracle (WNBA) och Orlando Solar Bears (IHL) via holdingbolaget RDV Sports samt en minoritetsaktiepost i Chicago Cubs (MLB).
Innan han blev entreprenör tjänstgjorde han i United States Army Air Corps och deltog i slutskedet av andra världskriget.
Den amerikanska ekonomitidskriften Forbes rankade DeVos som världens 351:a rikaste med en förmögenhet på 5,4 miljarder amerikanska dollar för den 6 mars 2018.
Hans ene son Dick DeVos är gift med Betsy DeVos, som var utbildningsminister i kabinetten för USA:s 45:e president Donald Trump.
2018 avled DeVos efter en infektion.